# 長野県道21号飯田停車場線
長野県道21号飯田停車場線（ながのけんどう21ごう いいだていしゃじょうせん）は、長野県飯田市を通る県道（主要地方道）である。

## 概要
長野県飯田市にあるJR飯田線飯田駅と国道151号・長野県道8号飯田南木曽線・長野県道15号飯島飯田線の交点、中央通り三・四丁目交差点を結ぶ約200mの路線である。飯田駅前の中央通りの一部区間である。

### 路線データ
- 路線認定[1]
  - 起点：飯田停車場
  - 終点：飯田市中央通り
- 道路の区域[2]

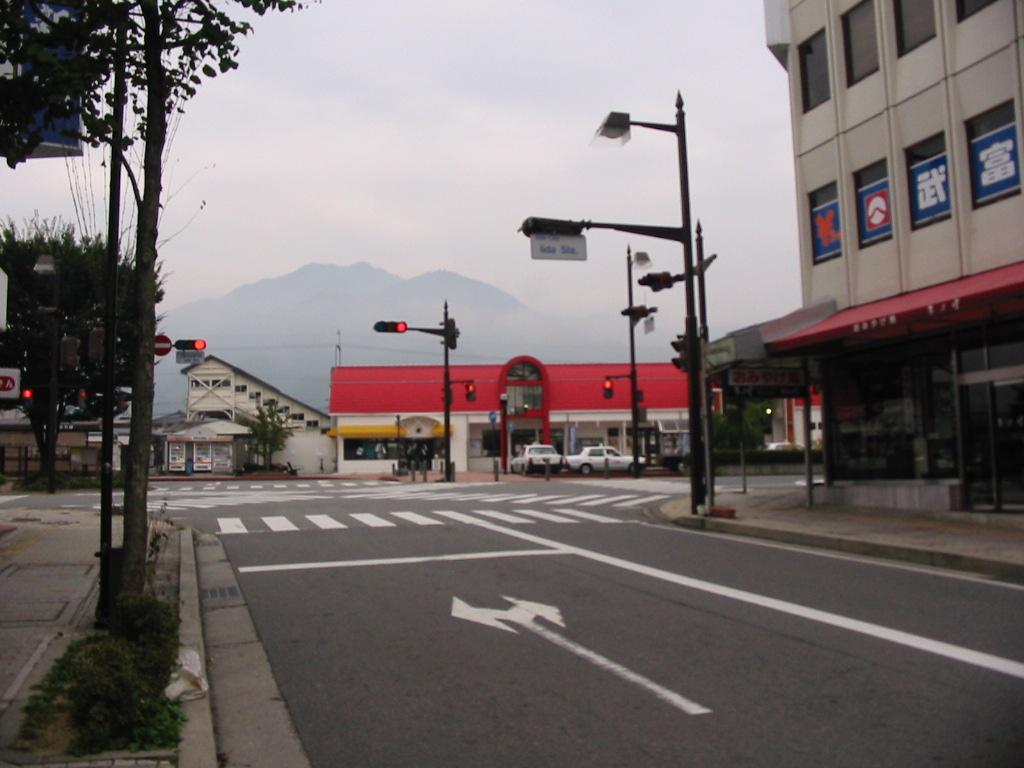
飯田駅

  - 起点：飯田市上飯田官有無番地先（JR飯田線飯田駅）
  - 終点：飯田市中央通り4丁目1番の1地先（中央通り三・四丁目交差点、国道151号・長野県道8号飯田南木曽線・長野県道15号飯島飯田線交点）
  - 実延長：206.6m
- 道路法第7条第1項該当号：4号[3]

## 歴史
- 1924年（大正15年）4月16日：県道飯田停車場線（下伊那郡飯田町・飯田停車場間）の認定[4]。
- 1954年（昭和29年）1月20日：主要地方道へ指定[5]。
- 1955年（昭和30年）2月3日：長野県道飯田停車場線の起点と終点を変更[1]。
- 1993年（平成5年）5月11日：建設省から、県道飯田停車場線が飯田停車場線として主要地方道に再指定される[6]。

## 地理

### 通過する自治体
- 飯田市

### 交差する道路
- 国道151号（長野県道18号伊那生田飯田線 重複）・長野県道8号飯田南木曽線・長野県道15号飯島飯田線（飯田市中央通り・中央通り三・四丁目交差点、終点）